# 斯巴達元老院
斯巴達元老院是古希腊城邦斯巴达由60岁以上男子组成的会议机构，相传由来古格士在公元前7世纪建立，根据罗马历史学家普鲁塔克的说法，元老院是来古格士最早推行的政体创新。元老院有30名元老，28人年龄在60岁，剩余两人为国王，无年龄限制。除国王外，其成员终身任职，由斯巴达人以声音投票，即计票员在独立房间内判断声音大小的方式决定。